# Paul Haig
Paul Haig (4 de septiembre de 1960) es un cantante, compositor y guitarrista escocés, reconocido por haber sido miembro de la banda de punk Josef K.
Entre 1979 y 1981 Josef K publicó cinco sencillos y un larga duración (The Only Fun in Town) con Haig como cantante, antes de separarse en 1981. La última presentación de la banda en su país natal se llevó a cabo en la ciudad de Glasgow. En 1983 Haig publicó su primer álbum como solista, titulado Rhythm of Life con la discográfica belga Les Disques Du Crepuscule. El disco logró ingresar en el Top 100 de las listas de éxitos del Reino Unido. A partir de ese momento publicó varios trabajos discográficos, siendo el más reciente de ellos Kube, publicado en 2013.

## Discografía

### Solista
- Drama (1982)
- Rhythm of Life (1983)
- The Warp of Pure Fun (1985)
- Chain (1989)
- Cinematique (1992)
- Coincidence Vs Fate (1993)
- Cinematique 2 (2001)
- Cinematique 3 (2003)
- Electronik Audience (2007)
- Go Out Tonight (2008)
- Relive (2009)
- Kube (2013)